# 国際ボブスレー・スケルトン連盟
国際ボブスレー・スケルトン連盟（英語: International Bobsleigh and Skeleton Federation、略称: IBSF）は1923年にフランス・パリで設立したボブスレーとスケルトンの国際競技連盟。歴史的経緯からフランス語に由来する国際ボブスレー・トボガニング連盟（Fédération Internationale de Bobsleigh et de Tobogganing、FIBT）の名称が用いられてきたが、設立92周年に当たる2015年にヘントで行われた年次総会において、英語名称であるIBSFに名称変更された。本部はスイス・ローザンヌにある。

## 概要
1897年、スイスのサンモリッツに最初のボブスレークラブが誕生。IBSFは1923年、フランスのパリで14カ国の加盟で設立。翌年の1924年シャモニー・モンブランオリンピックで最初の国際競技会が実施された。1930年に最初の世界選手権が開催された。
しかし戦後になって、リュージュがオリンピック競技に採用された以降、国際リュージュ連盟(FIL)が分裂設立。

## 主催大会
- オリンピックのボブスレー競技
- オリンピックのスケルトン競技
- IBSF世界選手権
- ボブスレー・ワールドカップ
- スケルトン・ワールドカップ